# Teinobasis rufithorax
Teinobasis rufithorax är en trollsländeart som först beskrevs av Selys 1877.  Teinobasis rufithorax ingår i släktet Teinobasis och familjen dammflicksländor. Inga underarter finns listade i Catalogue of Life.